# Права ЛГБТ в Новой Зеландии
Права лесбиянок, геев, бисексуалов и трансгендеров (ЛГБТ) в Новой Зеландии являются одними из самых прогрессивных в мире. Защита прав ЛГБТ является передовой, по сравнению с другими странами Океании, и одной из самых либеральных в мире: страна первой в регионе и тринадцатой в мире легализовала однополые браки.
В конце 20-го века права ЛГБТ-сообщества стали более осознанными, и в 1986 году однополые сексуальные отношения между мужчинами были декриминализованы, а возраст сексуального согласия для однополых отношений стал равен 16 лет, как и для гетеросексуальных сексуальных актов. После признания гендерно-нейтрального гражданского союза с 2004 года, Новая Зеландия легализовала однополые браки и права на усыновление для однополых пар в 2013 году. Дискриминация в отношении сексуальной ориентации, а также гендерной идентичности и самовыражения запрещена с 1993 года. Геям, лесбиянкам и бисексуалам разрешено открыто служить в армии с 1993 года. 
Опросы общественного мнения показали, что большинство новозеландцев поддерживают однополые браки. 

## Легальность однополых сексуальных отношений
Однополые отношения и однополая активность (маори: takatāpui) были в значительной степени приняты в доколониальном обществе народа маори. Не существовало никаких юридических или социальных наказаний за участие в однополых сексуальных отношениях. Мужской гомосексуальный половой акт был впервые криминализирован, когда Новая Зеландия стала частью Британской империи в 1840 году и приняла британский закон, согласно которому «содомия» считалась преступлением с максимальным наказанием в виде смертной казни (на практике Новая Зеландия применяла смертную казнь только за убийство и один раз за государственную измену до отмены в 1961 году). В 1861 году Великобритания заменила смертную казнь за содомию пожизненным заключением. Новая Зеландия приняла аналогичное законодательство шестью годами позже. В 1893 году законодательство в Новой Зеландии было расширено и объявило вне закона любые сексуальные отношения между мужчинами. Наказания включали пожизненное заключение, каторжные работы и порку. Секс между женщинами никогда не был криминализирован в Новой Зеландии.
Общество Дориана (1962-1988) было первой новозеландской организацией для гомосексуальных мужчин. Британское общество реформы гомосексуального законодательства оказывало обществу юридическую помощь. Оно составило петицию, призывающую к декриминализации гомосексуальных актов. Подписанная 75 известными гражданами, петиция была представлена в парламент (и отклонена им) в 1968 году.
В 1972 году академику Нгауиа Те Авекотуку было отказано в разрешении на посещение США на том основании, что она была лесбиянкой. Общественный резонанс вокруг этого инцидента послужил катализатором формирования групп освобождения геев в Веллингтоне, Крайстчерче и Окленде. В 1970-х годах в Новой Зеландии начали появляться современные феминистское и гей-движения.
В июле 1974 года член парламента Венн Янг внес законопроект под названием «Законопроект о внесении поправок в закон о преступлениях», который стал первым законопроектом, предлагавшим декриминализировать гомосексуальные акты между взрослыми по обоюдному согласию. Он не имел успеха и был раскритикован организациями по защите прав геев за установление возраста согласия в 21 год, в отличие от 16 лет для гетеросексуальных контактов. Организации по защите прав геев отказались поддерживать законопроекты, не предусматривающие равный возраст согласия. Аналогичный законопроект, внесенный членом парламента Уорреном Фриром в 1979 году, провалился в парламентском чтении в 1980 году из-за отсутствия поддержки по тем же причинам неравенства в возрасте.
В 1985 году член парламента от лейбористов Фрэн Уайлд проконсультировалась с группами по защите прав геев, чтобы разработать законопроект о реформе гомосексуального законодательства, который она внесла в парламент 8 марта. В нем предлагалось отменить преступление за секс по согласию между мужчинами старше шестнадцати лет. В течение 14 месяцев законопроект вызывал организованную оппозицию за пределами парламента, включая петицию против реформы (которая была отклонена парламентом). Внутри парламента были отклонены многочисленные попытки повысить возраст согласия до 18 лет. Законопроект прошел окончательное чтение 9 июля 1986 года, 49 голосами «за» при 44 «против». Он получил королевскую санкцию (став Законом о реформе гомосексуального законодательства 1986 года) 11 июля 1986 года и вступил в силу 8 августа того же года.
Дискриминация по признаку сексуальной ориентации и (косвенно) гендерной идентичности была запрещена несколько лет спустя Законом о правах человека 1993 года.
Лица, осужденные и заключенные в тюрьму за гомосексуальные преступления до августа 1986 года, не имеют автоматического права скрыть эти преступления в соответствии с Законом о криминальном учете 2004 года, поскольку этот закон применяется ретроспективно к действующим и отмененным преступлениям в равной степени. Тем не менее, лица с чистой судимостью могли обратиться в окружной суд с просьбой о снятии судимости. Однако этот процесс только скрывал такие судимости - он не отменял их полностью.
28 июня 2017 года правительство представило законопроект, который позволит мужчинам, осужденным за гомосексуальные преступления, подавать заявление на удаление их судимостей из архива. 6 июля законопроект прошел первое чтение. В тот же день министр юстиции Эми Адамс внесла предложение о принесении извинений за осуждения, с которым парламент согласился единогласно. Законопроект был принят парламентом 3 апреля 2018 года и получил королевскую санкцию 9 апреля 2018 года, став Законом об уголовном учете (исключение осуждений за исторические гомосексуальные преступления) 2018 года и вступив в силу на следующий день.

## Признание однополых отношений
Закон 2001 года о внесении поправок в Закон о собственности (отношениях) предоставляет парам де-факто, противоположного или одного пола, те же права собственности, которые существовали с 1976 года для супружеских пар при разрыве отношений.
Закон о гражданском союзе 2004 года учредил институт гражданских союзов как для однополых, так и для разнополых пар. Закон очень похож на Закон о браке 1955 года, в котором слово «брак» заменено на «гражданский союз». В следующем году был принят Закон 2005 года о взаимоотношениях, устраняющий дискриминационные положения из большей части законодательства.

### Однополые браки
Однополым бракам в Новой Зеландии было отказано в судебном одобрении Апелляционным судом после дела Quilter v Attorney-General в 1994 году. Однако, в отличие от Австралии и большей части США, Новая Зеландия отказалась от превентивного запрета однополых браков на случай, если будущий парламент решит одобрить их с помощью измененного закона о браке. В декабре 2005 года депутатский законопроект провалился в первом чтении. Пока в апреле 2013 года не был принят законопроект о браке, однополые браки и усыновление были последним барьером на пути к полному формальному и фактическому равенству ЛГБТ с гетеросексуальными парами в Новой Зеландии.
В июле 2012 года законопроект члена парламента от лейбористов Луизы Уолл, который предлагал определить брак как «инклюзивный» независимо от пола, был снят с голосования. Законопроект о внесении поправок в Закон о браке (определение брака) прошел первое чтение 29 августа 2012 года, при 80 голосах «за» и 40 «против» (при одном воздержавшемся). Предварительные отчеты свидетельствовали о широкой поддержке однополых браков как в парламенте (в частности, со стороны премьер-министра Джона Ки), так и среди населения в целом, а опросы, проведенные в мае 2012 года, показали 63% поддержки. В декабре 2012 года бывший генерал-губернатор Дама Кэтрин Тизард снялась в онлайн-видео-кампании в поддержку однополых браков вместе с новозеландскими певицами Аникой Моа, Бо Рунга и Холли Смит, а также олимпийцем Дэньоном Лоадером. Законопроект прошел второе и третье чтения с результатом 77-44 и стал законом 19 апреля 2013 года. Однако однополые браки не заключались до августа, когда закон вступил в силу. 

## Усыновление и воспитание детей
Не существует особых препятствий, мешающих представителям ЛГБТ усыновлять детей, за исключением того, что мужчина не может усыновить ребенка женского пола. Закон об однополых браках вступил в силу с 19 августа 2013 года, и с тех пор однополые пары, состоящие в браке, могут совместно усыновлять детей. Неженатые пары любого пола и пары, состоящие в гражданском браке, могут совместно усыновлять детей после решения Высокого суда Новой Зеландии, принятого в декабре 2015 года. Суд постановил, что запрет нарушает Закон о новозеландском Билле о правах 1990 года. Минимальный возраст для опекуна для усыновления в Новой Зеландии составляет 20 лет для родственного ребенка и 25 лет или возраст ребенка плюс 20 лет (в зависимости от того, что больше) для неродственного ребенка.
21 мая 2006 года член парламента от Зеленого списка Метирия Турей подняла вопрос об усыновлении ЛГБТ, утверждая, что новозеландский Закон об усыновлении 1955 года не отвечает сложностям современного новозеландского общества. Она утверждала, что после введения в действие гражданских союзов, в частности, будущие родители лесбиянки и геи, имеющие на это право, должны иметь возможность законно усыновлять детей.
В настоящее время многие лесбийские пары воспитывают детей в Новой Зеландии. Если эти дети зачаты с помощью донорского оплодотворения (спермы), оба партнера признаются в свидетельствах о рождении детей (биологическая мать - как «мать», другая мать - как «другой родитель»). Это происходит после принятия Закона о заботе о детях 2004 года, который заменил Закон о статусе детей 1969 года. Воспитание и опекунство также признаны законодательством и нормативными актами Новой Зеландии, а репродуктивные технологии доступны для всех с 1994 года.
В новозеландском законодательстве донор не признается законным родителем. Однако родители и доноры могут заключить официальное соглашение о том, как все будет происходить, но суды могут гибко подходить к вопросу о том, признают они эти соглашения или нет, согласно разделу 41 Закона об уходе за детьми 2004 года.
Лесбиянки, у которых возникли проблемы с зачатием ребенка с помощью частного донорского оплодотворения, могут иметь право, как и другие новозеландские женщины, на помощь в рамках финансируемого государством лечения бесплодия. Однако для этого существуют определенные условия, и каждая женщина, нуждающаяся в лечении бесплодия, оценивается на предмет соответствия требованиям.
Принятый в настоящее время Закон о внесении поправок в Закон о браке 2013 года позволяет однополым родителям, состоящим в браке, усыновлять детей, поскольку в нем содержится соответствующее положение. Однако с середины 1970-х годов число усыновлений, проводимых по инициативе родственников, в Новой Зеландии превысило число усыновлений, проводимых по инициативе незнакомцев; в период с 2007 по 2013 год на каждые 10 усыновлений по инициативе незнакомцев приходилось 18 усыновлений по инициативе родственников и приемных детей. 

## Защита от дискриминации
Закон о правах человека 1993 года запрещает дискриминацию по признакам сексуальной ориентации и, косвенно, гендерной идентичности/выражения. Первоначально этот закон временно исключал правительственную деятельность до 1999 года. В 1998 году был представлен законопроект о внесении поправки, делающей это исключение постоянным; он был отменен после смены правительства в 1999 году. Новое лейбористское правительство вместо этого приняло другую поправку, чтобы применить Закон к деятельности правительства, а также создать новую возможность для судов «объявлять» законодательство не соответствующим Закону. Статья 27(2) Закона гласит:
Ничто в разделе 22 [который касается вопросов трудоустройства] не препятствует различному обращению по признаку пола, религиозных или этических убеждений, инвалидности, возраста, политических взглядов или сексуальной ориентации, если речь идет о работе по дому в частном домохозяйстве
Некоторые примеры дискриминации иногда все же встречаются. В январе 2006 года в новостях появились заголовки о политике банка спермы, который отказывал в донорстве мужчинам-геям. В марте 2006 года эта политика была изменена. Сообщалось, что некоторые гетеросексуальные мужчины-доноры спермы наложили вето на использование своих сперматозоидов для лесбийских пар, нуждающихся в искусственном оплодотворении.

### Военная служба
В Новой Зеландии геи, лесбиянки, бисексуалы и трансгендеры могут служить в армии на законных основаниях с тех пор, как новозеландский Закон о правах человека 1993 года положил конец большинству форм дискриминации в сфере занятости в отношении лесбиянок, геев и бисексуалов. Новозеландские военные лидеры не возражали против прекращения дискриминации на военной службе.
Королевский новозеландский флот и новозеландская полиция являются одними из многих государственных учреждений, принявших «дружественную» политику в отношении геев.

## Законы о преступлениях на почве ненависти
Раздел 9(1)(h) Закона о наказаниях 2002 года делает отягчающим обстоятельством при вынесении приговора, если уголовное преступление представляет собой преступление на почве ненависти, которое включает сексуальную ориентацию и гендерную идентичность/выражение. Совсем недавно ЛГБТ-сообщество Новой Зеландии было обеспокоено сохранением защиты от провокации (разделы 169 и 170 Закона о преступлениях 1961 года), которая, по их мнению, смягчала тяжесть гомофобных убийств, сводя вероятные обвинения в умышленном убийстве к менее тяжкому обвинению и наказанию в виде непредумышленного убийства.
В 2009 году был принят Закон о внесении поправок в Закон о преступлениях, отменяющий разделы 169 и 170. Законопроект был внесен в парламент в августе 2009 года министром юстиции Саймоном Пауэром, хотя его появление в значительной степени было вызвано судебным процессом по делу об убийстве Софи Эллиотт ее бывшим парнем, а не ЛГБТ-сообществом. Законопроект об отмене получил широкую парламентскую и общественную поддержку и прошел третье чтение 26 ноября 2009 года 116 голосами против 5 при поддержке только ACT New Zealand, и вступил в силу 8 декабря 2009 года. 

## Гендерная идентичность и самовыражение
Операции по изменению пола в Новой Зеландии разрешены законом. Человеку разрешается изменить свое имя и юридический пол в официальных документах, включая свидетельство о рождении, если он может предоставить медицинское подтверждение того, что он «приобрел физическую форму, соответствующую его гендерной идентичности». Первоначально это было доступно только тем людям, которые перенесли операцию по изменению гениталий. Однако в июне 2008 года Суд по семейным делам постановил, что для соблюдения этого юридического порога не всегда требуется полная операция по изменению пола.
Операции по изменению пола проводятся в основном в частных клиниках или за границей. В 1990-х годах Новая Зеландия была названа «мировым лидером» по проведению таких операций, благодаря сравнительно низкой стоимости и спокойному отношению общества. Однако в 2014 году единственный в стране хирург-специалист ушел на пенсию, оставив трансгендеров, желающих сделать такие операции, в состоянии неопределенности. Некоторые из них предпочли встать в очередь на финансируемые государством операции, которых проводится не более четырех раз в два года (три операции по смене пола у мужчин и одна операция по смене пола у женщин), или уехать за границу. В октябре 2018 года правительство объявило о намерении увеличить количество операций, финансируемых государством. На тот момент в листе ожидания было 111 человек, то есть некоторым пришлось ждать до 50 лет.
Новозеландская комиссия по правам человека в своем отчете о состоянии прав человека в Новой Зеландии за 2004 год отметила, что трансгендерные и небинарные люди в Новой Зеландии сталкиваются с дискриминацией в нескольких аспектах своей жизни, однако в законодательстве нет ясности относительно правового статуса дискриминации на основе гендерной идентичности. В настоящее время Закон о правах человека 1993 года не содержит прямого запрета на дискриминацию по признаку пола. Хотя считается, что гендерная идентичность защищена законами, предотвращающими дискриминацию по признаку пола или сексуальной ориентации, неизвестно, как это относится к тем, кто не делал и не собирается делать операцию по изменению пола. Некоторые зарубежные суды определили, что на трансгендеров распространяются запреты на дискриминацию по признаку пола, однако международное прецедентное право говорит о том, что это не так. Даже если это так, вряд ли это применимо к трансгендерам, которые не делали и не собираются делать операцию по смене пола.Аналогичным образом, отнесение гендерной идентичности к запретам по признаку сексуальной ориентации является проблематичным. Хотя в международном прецедентном праве есть некоторые противоречия, отмечается, что гендерная идентификация и сексуальная ориентация слишком не связаны, чтобы это было уместно.
Международная комиссия юристов и Международная служба по правам человека в 2007 году создали Джокьякартские принципы для применения международного права прав человека к гендерной идентичности и сексуальной ориентации. Первый и, вероятно, самый важный принцип заключается в том, что права человека доступны всем людям, независимо от гендерной идентичности, и что государства должны внести изменения в законодательство «для обеспечения его соответствия всеобщему осуществлению всех прав человека».
В этом докладе предполагалось, что трансгендеры являются «одной из самых маргинализированных групп» в Новой Зеландии, что побудило Комиссию по правам человека опубликовать в 2008 году комплексное расследование под названием «Быть тем, кто я есть», в котором были изложены некоторые из перечисленных ниже проблем. Эти проблемы особенно важны, учитывая, что дискриминация и отчуждение в отношении трансгендеров, интерсексуалов и гендерно неконформных лиц, как было показано, повышает риск возникновения проблем с психическим здоровьем и самоубийств.
10 августа 2018 года специальный комитет по правительственной администрации обсудил законопроект о регистрации рождений, смертей, браков и отношений, который был представлен 10 августа 2017 года и внесет поправки в законы Новой Зеландии, касающиеся законной смены пола. Комитет рекомендовал разрешить взрослым менять пол, подав предусмотренное законом заявление о том, что они намерены продолжать идентифицировать себя как лицо выбранного пола и понимают последствия такого заявления. Никаких медицинских справок не потребуется. Несовершеннолетние в возрасте 16 и 17 лет смогут сделать это с согласия своего опекуна и при наличии подтверждения от медицинского работника о том, что они понимают последствия заявления и что изменение пола отвечает их интересам. Комитет также рекомендовал включить такие варианты пола, как «интерсекс» и «Х» (неуточненный пол). 

## Права интерсексуалов
Законы и политика Новой Зеландии, запрещающие калечащие операции на женских половых органах, однозначно разрешают «нормализующие» медицинские вмешательства на интерсексуальных младенцах женского и мужского пола.
Материалы, представленные Австралазийской педиатрической эндокринной группой в Сенат Австралии в 2013 году, показали, что Новая Зеландия является региональным аутсайдером по операциям в случаях врожденной гиперплазии надпочечников, причем хирургические вмешательства на половых органах предпочитают проводить на младенцах-девочках в возрасте до 6 месяцев.
В октябре 2016 года Комитет ООН по правам ребенка опубликовал замечания по практике в Новой Зеландии, включая рекомендации обеспечить, «чтобы никто не подвергался ненужному медицинскому или хирургическому лечению в младенчестве или детстве, гарантируя права детей на телесную целостность, автономию и самоопределение». Проведенный в 2016 году Комиссией по правам человека круглый стол по вопросам «нормализующих» операций на половых органах, посвященный интерсексуалам, выявил отсутствие политической воли для решения проблемы операций, а также проблемы с предоставлением услуг родителям и семьям, разработкой законодательных гарантий и необходимостью проверки права на телесную автономию в соответствии с новозеландским Биллем о правах 1990 года.
С ноября 2011 года новозеландские паспорта выдаются с указанием пола «X». Изначально они были введены для людей с переходным полом. Свидетельства о рождении выдаются при рождении с указанием «неопределенного» пола, если невозможно определить пол.
В марте 2017 года представители Intersex Trust Aotearoa New Zealand приняли участие в консенсусном «Дарлингтонском заявлении» организаций интерсексуального сообщества Австралии и Новой Зеландии и других организаций. Заявление призывает к правовой реформе, включая криминализацию отсрочиваемых интерсексуальных медицинских вмешательств на детях, прекращение юридической классификации пола, защиту от дискриминации и вредных практик и улучшение доступа к поддержке сверстников.

## Конверсионная терапия
Конверсионная терапия, псевдонаучная практика в виде попытки изменить сексуальную ориентацию человека с гомосексуальной или бисексуальной на гетеросексуальную с помощью психологического, физического или духовного вмешательства, не запрещена в Новой Зеландии. Достоверных доказательств того, что сексуальную ориентацию можно изменить, не существует, и медицинские учреждения предупреждают, что методы конверсионной терапии неэффективны и потенциально вредны.
В июле 2018 года министр здравоохранения Дэвид Кларк назвал конверсионную терапию «отвратительной». В августе 2018 года министр юстиции Эндрю Литтл объявил, что запрет конверсионной терапии может быть рассмотрен в рамках реформы Закона о правах человека 1993 года. Партия зеленых, Комиссия по правам человека, Новозеландская ассоциация консультантов и все медицинские организации Новой Зеландии поддерживают запрет псевдонаучной практики. Петиция о ее запрете была запущена в середине июля и за неделю собрала около 10 000 подписей. В середине августа 2018 года в парламент были представлены две петиции о запрете конверсионной терапии, собравшие в общей сложности около 20 000 подписей. Законопроект о запрете конверсионной терапии был внесен в парламент в октябре 2018 года. Он предусматривает тюремное заключение на срок от 6 до 12 месяцев и штраф в размере от 5000 до 10 000 новозеландских долларов для нарушителей.
В 2019 году специальный комитет по вопросам правосудия рассмотрел петиции о запрете конверсионной терапии. Премьер-министр Джасинда Ардерн выразила обеспокоенность по поводу влияния конверсионной терапии на уязвимую молодежь, но сказала, что комитет будет «иметь в виду, что будут те, кто считает, что это часть их свободы выражения в рамках их религии». В ноябре 2019 года специальный комитет по вопросам правосудия не рекомендовал запрет, заключив: «мы считаем, что необходимо проделать большую работу, прежде чем будет принято решение о запрете. В частности, необходимо подумать о том, как определить конверсионную терапию, на кого будет распространяться запрет и как обеспечить соблюдение прав, связанных со свободой выражения и религии».
Недавние отчеты показали, что конверсионная терапия «широко распространена» в Новой Зеландии, включая практику экзорцизма, альтернативной терапии, наркотики или другие средства. В известном обзоре 2016 года шесть экспертов, включая Дж. Майкла Бейли, заявили, что существует мало научных доказательств в поддержку эффективности конверсионной терапии. Имеющиеся лабораторные исследования, которые измеряли возбуждающие реакции мужчин, утверждавших, что они изменили свою сексуальную ориентацию с помощью такого лечения, все еще показывают возбуждающие реакции мужчин, а не женщин. Хотя люди могут утверждать, что изменили свою ориентацию с помощью таких методов лечения, часто из-за давления или стыда, их базовая ориентация остается прежней.
На 9-м заседании Молодежного парламента Новой Зеландии член молодежного парламента Шейнил Лал выступал за запрет конверсионной терапии в Новой Зеландии. В 2019 году Лал основал Группу действий по конверсионной терапии, чтобы добиваться прекращения конверсионной терапии. Лал совместно с Партией зеленых Новой Зеландии создал петицию с более чем 150 000 подписями за запрет конверсионной терапии. После онлайн-кампании Лала в специальный комитет по правосудию, где слушались материалы по законопроекту о запрете конверсионных практик, поступило более 100 000 материалов, что побило рекорд по количеству поданных материалов.
В конце июля 2021 года министр юстиции Крис Фаафои представил законопроект о запрете конверсионных практик, который направлен на запрет конверсионной терапии в Новой Зеландии. Законопроект предусматривает два новых уголовных преступления либо для самых серьезных случаев причинения вреда, либо в случае повышенного риска причинения вреда. Согласно предложенному законодательству, проведение конверсионной терапии в отношении любого человека считается преступлением и карается пятилетним тюремным сроком. 6 августа 2021 года законопроект прошел первое чтение при поддержке всех политических партий, кроме оппозиционной Национальной партии, которая хотела, чтобы положения защищали родителей от судебного преследования. Молодежное крыло Национальной партии не согласилось с мнением своей партии, поддержав законодательство.

## Донорство крови
Новозеландская служба крови, как и во многих других странах, противоречиво запрещает сдавать кровь любому мужчине, который в течение последних трех месяцев имел оральный или анальный половой акт с другим мужчиной, с защитой или без нее (До 14 декабря 2020 года период отсрочки составлял 12 месяцев). Ограничение основано на том, что вероятность заражения ВИЧ/СПИДом мужчин, имеющих половые контакты с мужчинами, в Новой Зеландии в 44 раза выше, чем у населения в целом, а используемое тестирование на ВИЧ недостаточно специфично (частота отказов составляет до 1 к 1000), чтобы гарантировать стопроцентное отсутствие ВИЧ в крови. 

## Политика

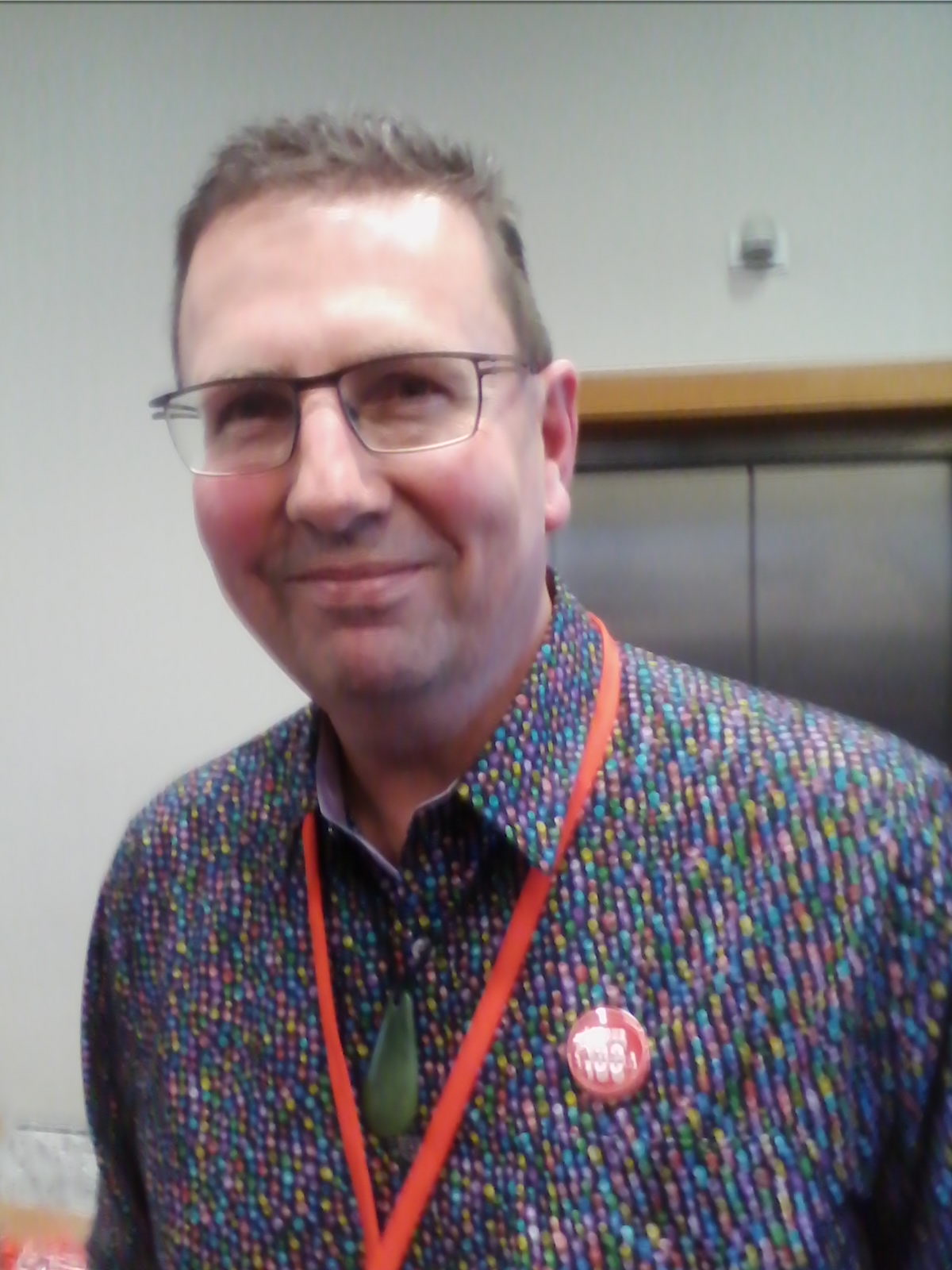
Тим Барнетт был первым членом парламента Новой Зеландии, который был избран, будучи открытым геем, в 1996 году.

Права геев были одним из главных политических вопросов во время дебатов о реформе гомосексуального законодательства, но впоследствии стали гораздо менее значимыми. Против Закона о гражданском союзе 2004 года выступила почти половина парламента, но в гораздо более сдержанных тонах, чем во времена реформы гомосексуального законодательства. В Новой Зеландии никогда не было политической партии, специально созданной для ЛГБТ. В Новой Зеландии была череда неудачных фундаменталистских христианских политических партий или социально консервативных политических партий, менее симпатизирующих правам ЛГБТ, с тех пор как в 1993 году в результате реформы избирательной системы стало возможным пропорциональное представительство. Политическая партия «Судьба Новой Зеландии», основанная для привнесения «христианской морали» в политику, получила всего 0,62% голосов на всеобщих выборах 2005 года. Партия «Христианское наследие Новой Зеландии» набрала 4,4% в 1996 году в составе Христианской коалиции, но закрылась в 2005 году после того, как ее бывший лидер Грэм Капилл был приговорен к девяти годам тюремного заключения после многочисленных случаев сексуального насилия над тремя девочками.Партии Будущая Новая Зеландия, Партия Киви, вышеупомянутая «Судьба Новой Зеландии» и Семейная партия сменили ее, но ни одна из них не просуществовала долго. В настоящее время к избирателям в этой области обращается официально светская Консервативная партия Новой Зеландии, которой еще предстоит получить представительство в парламенте.
В парламенте Новой Зеландии работали несколько открытых геев и лесбиянок. Первым был избран Крис Картер, который стал первым открытым геем в парламенте, открыто заявившим о своей сексуальной ориентации вскоре после выборов 1993 года. Он потерял свое место на выборах 1996 года, но снова получил его на выборах 1999 года и стал первым открытым геем в кабинете министров Новой Зеландии в 2002 году. Картер сочетался гражданским браком со своим давним тридцатитрехлетним партнером Питером Кайзером 10 февраля 2007 года, что стало первым гражданским союзом для министра кабинета министров или члена парламента с момента введения гражданских союзов в Новой Зеландии после принятия законодательства в декабре 2004 года.
Тим Барнетт стал первым избранным открытым геем-членом парламента, одержав победу на выборах 1996 года. В 1997 году Барнетт и Картер основали Rainbow Labour как отделение Лейбористской партии, представляющее интересы ЛГБТ.
Мэриэн Стрит была первым открытым членом парламента Новой Зеландии от лесбиянок, избранным на выборах 2005 года. Она работала до 2014 года, а в 2007-2008 годах занимала должности министра по делам по выплате компенсаций и министра жилищного строительства. Она также была председателем Лейбористской партии в 1993-1995 годах. Однако до Стрит в Национальной партии была Мэрилин Уоринг, и хотя в какой-то момент ее разоблачили, сильная идентификация Уоринг как сторонницы выбора и ярый феминизм затмили ее лесбиянство, которое тогда считалось частным делом. После ухода из парламента в 1984 году Уоринг стала более открыто признавать свою сексуальную ориентацию. Крис Финлейсон стал первым открытым геем - членом парламента от Национальной партии, избранным в парламент по партийному списку на выборах 2005 года. Финлейсон был членом парламента с 2005 по 2019 год, бывшим министром по переговорам по Договору Вайтанги с 2008 по 2017 год, министром по делам искусства, культуры и наследия с 2008 по 2014 год, а также занимал должность генерального прокурора с 2008 по 2017 год.
Среди нынешних открытых геев - Грант Робертсон, бывший заместитель лидера Лейбористской партии с 2011 по 2013 год, министр финансов, министр спорта и отдыха с 2017 года и министр, ответственный за Комиссию по землетрясениям с 2019 года, член парламента от Лейбористской партии Тамати Коффи, член парламента от Лейбористской партии Луиза Уолл, член парламента от Партии зеленых Хлоя Сварбрик и член парламента от Партии зеленых, заместитель секретаря парламента по вопросам юстиции Ян Логи.
Чарльз Шовель присоединился к Гранту Робертсону в качестве члена парламента от лейбористов-геев с 2006 по 2013 год. Даррен Хьюз вышел из фракции Лейбористской партии в 2011 году, а член национального парламента Клодетт Хауити работала в парламенте с 2013 по 2014 год. Национальный депутат Пол Фостер-Белл, который работал в парламенте с 2013 по 2017 год, стал геем в 2016 году. Кевин Хейг из Партии зеленых был членом парламента с 2008 по 2016 год.
Джорджина Бейер стала первым в мире мэром-трансгендером, став мэром Картертона в 1995 году. На выборах 1999 года она стала первым в мире трансгендерным членом парламента. Она ушла из парламентской политики 14 февраля 2007 года.
После всеобщих выборов 2020 года 10% избранных членов парламента открыто идентифицировали себя как ЛГБТ, что дало Новой Зеландии самую высокую долю «открытых» избранных представителей в мире. 